# LAPA FA-03
Le LAPA FA-03 était un fusil d'assaut de type bullpup conçu au Brésil par la société LAPA (Laboratório de Pesquisa de Armamentos Automáticos) SC/Ltda (en français : Laboratoire de recherche sur les armes automatiques) et développé par son propriétaire, Nelmo Suzano (1930-2013),. L’acronyme FA-03 signifie « Fuzil de Assalto Modelo 03 » (« Fusil d’assaut modèle 3 »).

## Caractéristiques
Le développement et la production du prototype de fusil ont eu lieu entre 1978 et 1983, avec deux autres modèles prévus (un pistolet-mitrailleur en 9 mm et un autre en .22 Long Rifle) dans le but d’avoir des armes militaires de conception nationale pour la vente sur le marché intérieur et l’exportation. Le FA-03 fut le seul modèle bullpup fabriqué par LAPA, et un seul prototype a été construit. Le FA-03 était un fusil d'assaut avec un sélecteur de tir basé sur le système standard à piston avec un verrou rotatif.
Une caractéristique du FA-03 était l’absence de position de sûreté,. Un seul levier réglait les trois modes de tir : « 30 » pour le tir complètement automatique, « 3 » pour des rafales contrôlées de 3 coups, « 1 » pour le tir semi-automatique, et les deux modes d’action « SA » pour une action simple et « DA » pour une action double. Le fusil était stable lors du tir de rafales de 3 coups, à la fois de l’épaule et de la hanche (position d’assaut).
La disposition du fusil bullpup le rendait aussi compact que possible sans raccourcir le canon à un point où l’efficacité balistique en serait dégradée. Pour ce faire, la gâchette a été déplacée vers l’avant et le mécanisme de tir, ainsi que le magasin, ont été installés dans la cavité de la crosse. La fenêtre d'éjection pouvait être ajustée de manière ambidextre, bien que l’éjection ne se fasse que du côté droit.

## Ergonomie
Le spécialiste brésilien des armes Ronaldo Olive (1942-2021) a noté que le fusil était ergonomiquement agréable. La bretelle du fusil pouvait se fixer à différents endroits, rendant son port confortable même lors de longues marches. Nelmo Suzano, le créateur, estimait que le mode double action fonctionnait très bien comme verrou de sécurité, car pour pouvoir tirer dans cette position, il fallait une très forte et longue pression sur la queue de détente, qui ne pouvait pas se produire par accident ou par fatigue du mécanisme. Cela assurait également l’impossibilité de tirer accidentellement lorsque le marteau est relâché en raison d’un problème technique que l’arme pourrait avoir.
Le fusil LAPA FA-03 avait un récepteur en matière plastique qui protégeait le mécanisme de l’arme contre les agents externes (eau, sable, poussière, etc.) et réduisait considérablement le poids total de l’arme. À l’origine, le fusil était alimenté par un chargeur en plastique, mais il a été changé pour être alimenté par des chargeurs STANAG métalliques afin de faciliter son exportation vers les pays qui utilisaient d’autres types de chargeurs.

## Calibre
Le LAPA FA-03 était un fusil chambré en munition standard de 5,56 × 45 mm OTAN (55 grains), le pas de canon était de 1:12 (un tour complet en 305 mm), avec des plans pour utiliser les futures munitions belges FN SS-109 à 62 grains, qui seront plus tard adoptées comme standard par l’OTAN. Les exemplaires de production auraient des canons adaptés aux nouvelles munitions SS-109. Ronaldo Olive a ainsi expliqué les problèmes avec les munitions lors des tests du LAPA FA-03 :

« Il y a longtemps, Nelmo Suzano, le concepteur du fusil, m’a dit que peu de temps après qu’il a été envoyé au terrain d’essai de l’armée brésilienne de Marambaia à Rio de Janeiro, pour le programme de certification officiel qui le qualifierait pour la production en série (ce n’était pas, en fait, une évaluation de l’armée pour une utilisation possible), il a reçu des rapports selon lesquels trois problèmes d’éjection des étuis s’étaient produits sur environ 500 coups tirés. Comme lui et plusieurs autres personnes, y compris moi-même, avaient déjà tiré des milliers de balles avec l’arme sans pratiquement aucun problème, il a été surpris à juste titre et s’est dirigé vers le centre d’essai pour récupérer le fusil et les quelque 5 500 cartouches restantes sur les 6 000 munitions CBC qui avaient été acquises pour les tests. Un examen détaillé du fusil n’a montré aucun problème avec les mécanismes internes et les externes, alors Nelmo a tourné son attention vers les munitions.
Les étuis de cartouches impliqués dans les incidents présentaient ce qu’il a appelé des « renflements de surpression ». Après avoir examiné une mesure de chacune des cartouches non tirées, il a découvert que 64% d’entre elles présentaient des écarts de taille ou de forme qui entraîneraient des variations inacceptables de l’espace de tête lorsqu’elles sont chambrées et tirées. Plus encore, certaines cartouches ont été trouvées avec l’apprêt monté à l’envers (!) et beaucoup avaient la balle hors d’alignement avec l’étui. Nelmo a ensuite emmené les cartouches défectueuses à l’usine de CBC et les a montrées à un cadre supérieur de l’entreprise, qui n’a pu donner aucune explication satisfaisante, autre que de dire que les « têtes rouleraient »... Comme le fusil n’a pas été retourné au terrain d’essai de Marambaia, d’autres associés de la société LAPA ont renoncé à leur participation financière au programme et Nelmo a été laissé seul. À ce moment-là, il avait reçu une demande de l’armée malaisienne qui voulait que huit armes soient envoyées immédiatement pour un programme d’évaluation qui conduirait à la production locale du fusil bullpup brésilien. Il n’a pas pu faire terminer les armes à feu dans ce court préavis, alors tout cela n’a pas continué. Il convient de rappeler que, plus tard, le Steyr AUG a été adopté par la Malaisie et y a été produit sous licence...
Ronaldo Olive, Fusil bullpup LAPA: l’histoire finale. »

## Suites

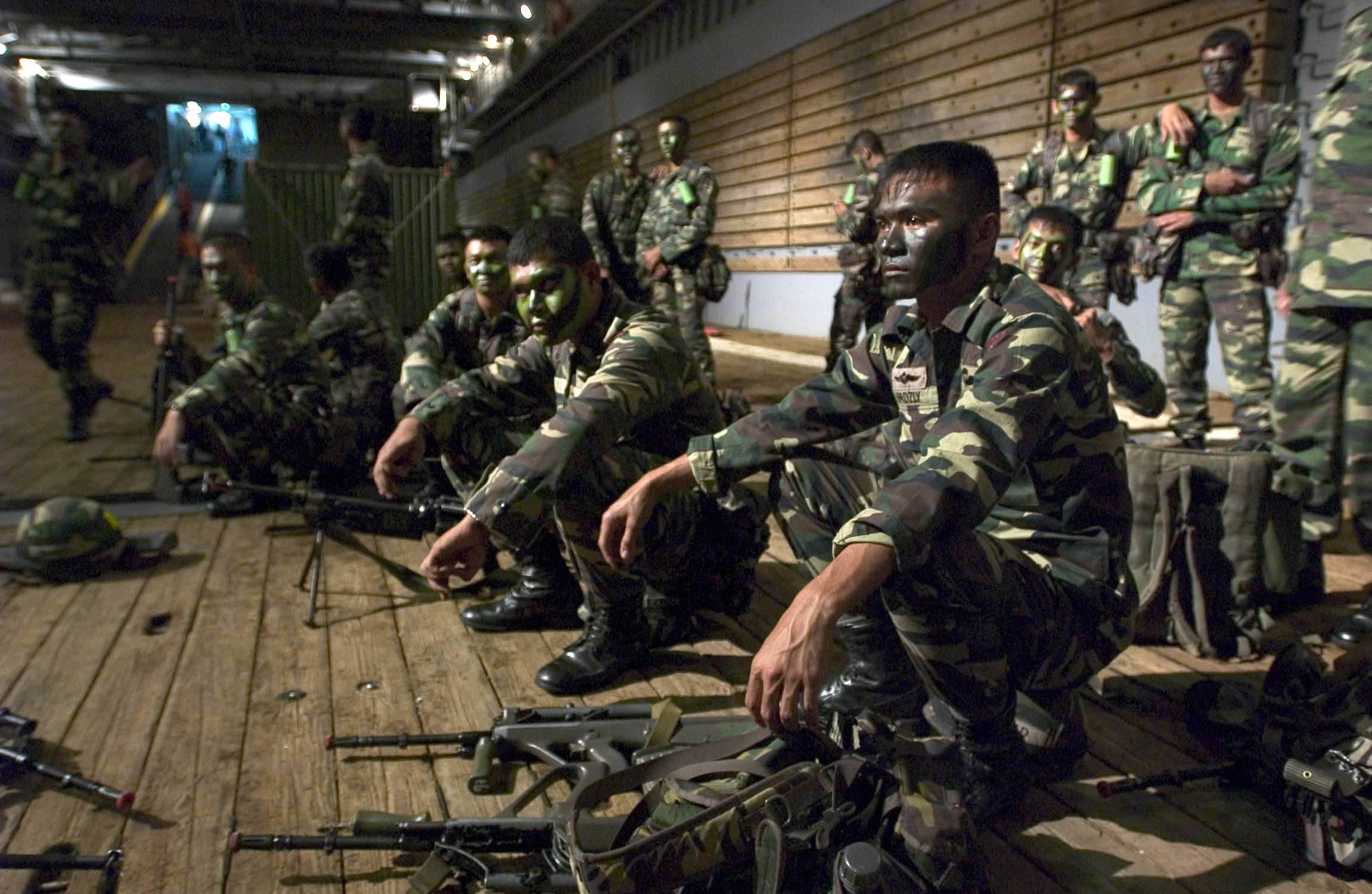
Parachutistes du 9th Royal Malay Regiment avec le Steyr AUG lors de l’exercice Cooperation Afloat Readiness and Training (CARAT), le 30 juillet 2006.

Les membres des forces armées brésiliennes qui ont testé le FA-03 l’ont rejeté au motif qu’il ressemblait à un jouet (en raison de sa fabrication en plastique et de sa conception bullpup) et en raison de son faible poids. Malgré la réduction du poids de l’arme, l’utilisation du plastique n’affectait pas son contrôle en tir automatique.
Les fusils bullpup deviendront populaires en Asie, et la Malaisie s’intéressa au LAPA FA-03, mais en raison des problèmes de production susmentionnés, les Malaisiens finirent par opter pour le Steyr AUG, le fabricant sous licence par SME Ordnance,.
Le LAPA FA-03 n’a jamais dépassé la phase de prototype et un seul prototype a été produit,.

## Dans la culture populaire
Le fusil LAPA est utilisé par les Brésiliens, et par le protagoniste en particulier, dans la guerre contre les Français de Guyane qui se déroule dans le roman d'uchronie Selva Brasil (2010), de Roberto de Sousa Causo,.